# William Bromley-Davenport (1862-1949)
William Bromley-Davenport (21 janvier 1862 - 6 février 1949) est un militaire britannique, footballeur et homme politique conservateur. Il combat dans la seconde guerre des Boers et la Première Guerre mondiale. Député de 1886 à 1906, il exerce des fonctions politiques sous la direction d'Arthur Balfour en tant que secrétaire financier au ministère de la Guerre de 1903 à 1905. 

## Biographie
Il est le fils de William Bromley-Davenport (1821-1884) et de son épouse Augusta Elizabeth Campbell, fille de Walter Campbell, d'Islay. Il fait ses études au collège d'Eton et au Balliol College à Oxford. 
Bromley-Davenport joue au football pour l'université d'Oxford et les Old Etonians. Il participe à deux matchs de l'équipe d'Angleterre de football à deux reprises en mars 1884, respectivement contre l'Écosse et le pays de Galles. Avant-centre, il marque deux buts dans le match contre le pays de Galles. 
Il est élu député de Macclesfield aux élections générales de 1886. Il est nommé capitaine dans le Staffordshire Yeomanry le 30 décembre 1891 et reçoit le grade honorifique de major le 28 février 1900. Alors qu'il est député, il combat dans la seconde guerre des Boers avec la Yeomanry impériale où il reçoit l'ordre du Service distingué (DSO) en novembre 1900. Fin 1901, il est nommé sous-lieutenant du Cheshire. Il sert dans l'administration conservatrice d'Arthur Balfour comme secrétaire financier au ministère de la Guerre de 1903 à 1905 et est membre civil du Conseil de l'armée de 1904 à 1905. Cependant, il perd son siège à la Chambre des communes lors des Élections générales britanniques de 1906 qui voient triompher les libéraux. 
Au cours de la Première Guerre mondiale Bromley-Davenport commande la 22e brigade à cheval de la Force expéditionnaire égyptienne avec le grade de brigadier-général de 1916  à 1917. Il est également directeur adjoint du travail de 1917 à 1918. Entre 1920 et 1949, il occupe le poste honorifique de Lord Lieutenant du Cheshire. Il est fait Compagnon de l'ordre de Saint-Michel et Saint-Georges (CMG) en 1918 et Commandeur de l'ordre de l'Empire britannique (CBE) en 1919  et Chevalier Commandant de l'ordre du Bain (KCB) en 1924. 

## Vie privée
Le siège de Bromley-Davenport est Capesthorne Hall, Cheshire. Il est décédé célibataire en février 1949, à l'âge de 87 ans.
Il est mécène de Poynton Show, un salon horticole et agricole à Poynton, Cheshire, qui se déroule encore à ce jour le samedi du jour férié d'août. 